# 2012年热带风暴黛比
热带风暴黛比（英語：Tropical Storm Debby）是2012年6月下旬在佛罗里达州北部和中部引发大范围洪灾的一个热带气旋，也是2012年大西洋飓风季第四个获得命名的风暴。系统源于6月23日墨西哥湾中部的一条低压槽，气象部门起初预计气旋会在路易斯安那州或德克萨斯州登陆，但实际情况截然相反，黛比反朝东北偏北和东北方向缓慢移动。风暴缓慢增强，于协调世界时6月25日下午18点达到最大持续风速每小时100公里的最高强度。接下来的24小时里，黛比因受干燥空气、西向风切变和上升流导致水温降低的共同影响而无法得到进一步增强。气旋开始减弱，强度到6月26日晚已降至热带风暴下限。当晚21点，黛比以风力时速65公里强度从佛罗里达州泰勒县南部的斯坦亥琪附近登陆。系统在穿越佛罗里达州期间继续弱化，于6月27日进入大西洋后不久完全消散。